# Micromeria
Micromeria là một chi thực vật có hoa thuộc họ Lamiaceae. 
Chi này có các loài sau:
- Micromeria fruticosa
- Micromeria nervosa
- Micromeria remota
- Micromeria thymifolia

## Hình ảnh

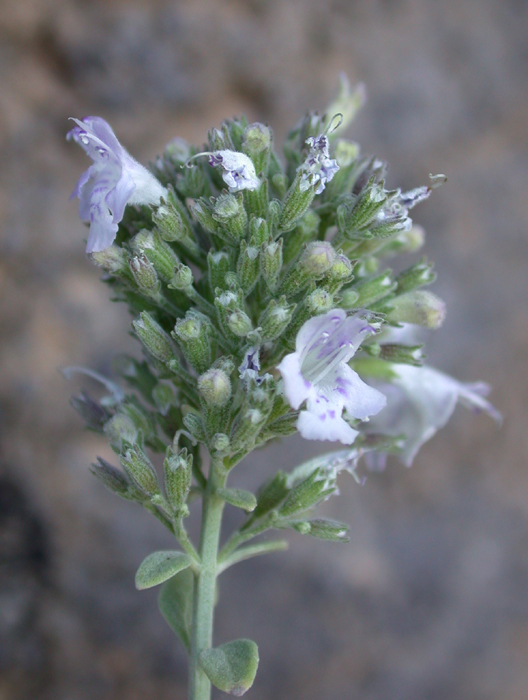
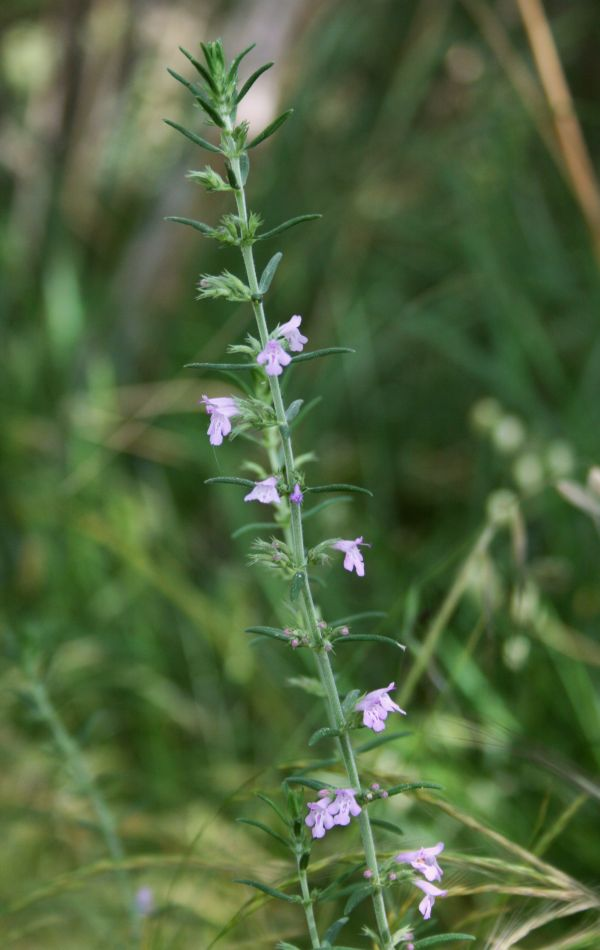
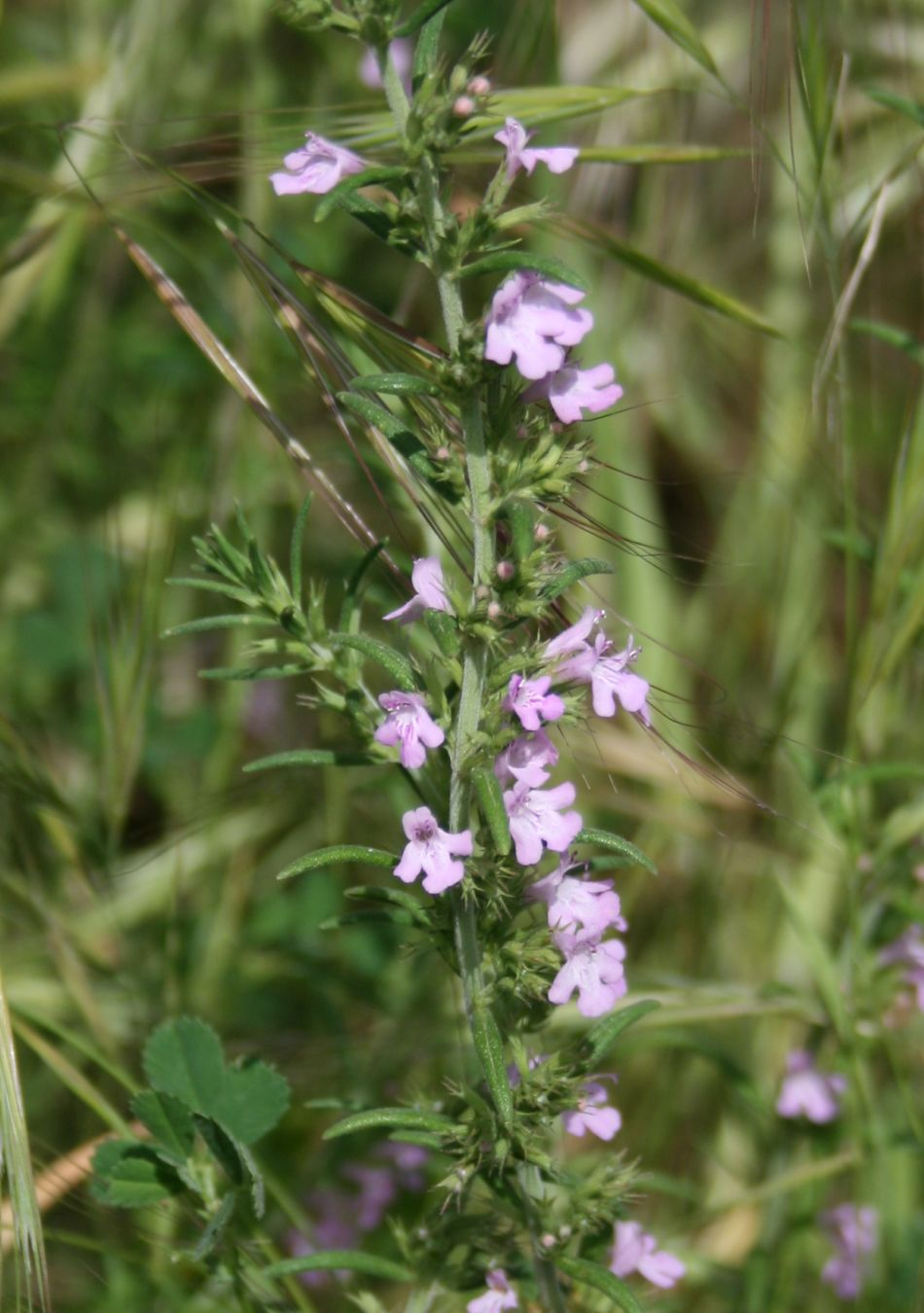
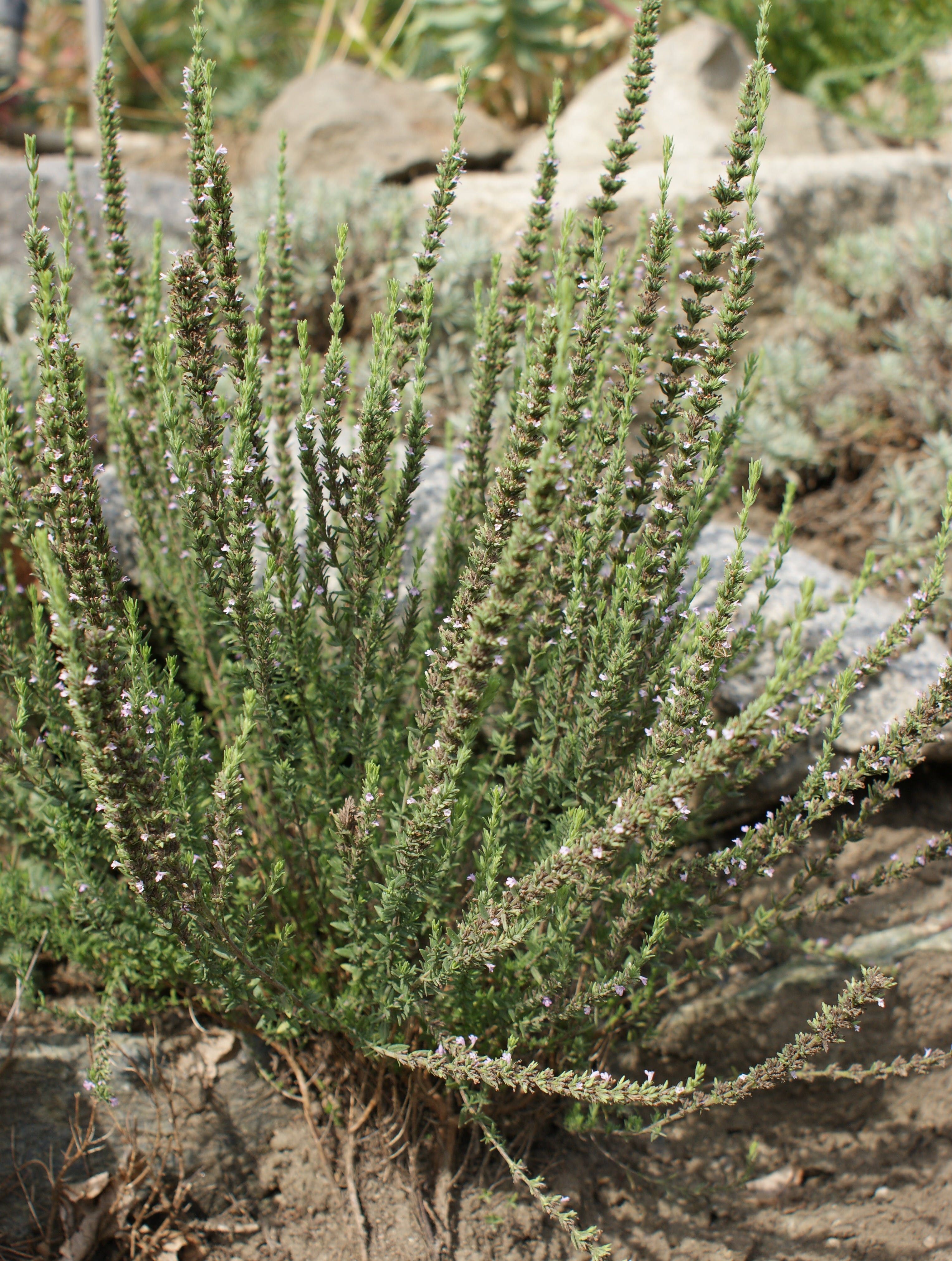